# Batrisini
Batrisini — триба родини жуки-хижаки підродини Pselaphinae. Чимало видів співмешкають з мурашками та термітами.

## Опис
Вершина першого сегменту вусиків в дорсальній та вентральній частині виразно вирізана, тому його бічні краї на вершині зубцевидно виступають.

## Систематика та поширення
В Європі поширені представники лише двох родів: Batrisus і Batrisodes.

### Окремі роди
- Arthmius
- Batriasymmodes
- Batrisodes
- Batrisus
- Batrisiottes
- Batrisoplatus
- Batoxylomorpha
- Coryphomus
- Coryphomobatrus
- Dendrolasiophilus
- Maajappia
- Texamaurops
- Tribasodema
- Veddabatrus